# 莫佐
莫佐（義大利語：Mozzo），是意大利贝加莫省的一个市镇。总面积3.56平方公里，人口7429人，人口密度2086.8人/平方公里（2009年）。国家统计（ISTAT）代码为016143。